# Omega Capricorni
Omega Capricorni (ω Cap / ω Capricorni) è una stella gigante rossa di magnitudine 4,12 situata nella costellazione del Capricorno. Dista 628 anni luce dal sistema solare.

## Osservazione
Si tratta di una stella situata nell'emisfero celeste australe; grazie alla sua posizione non fortemente australe, può essere osservata dalla gran parte delle regioni della Terra, sebbene gli osservatori dell'emisfero sud siano più avvantaggiati. Nei pressi dell'Antartide appare circumpolare, mentre resta sempre invisibile solo in prossimità del circolo polare artico. Essendo di magnitudine 4,1, la si può osservare anche dai piccoli centri urbani senza difficoltà, sebbene un cielo non eccessivamente inquinato sia maggiormente indicato per la sua individuazione.
Il periodo migliore per la sua osservazione nel cielo serale ricade nei mesi compresi fra fine giugno e novembre; nell'emisfero sud è visibile anche per tutta la primavera, grazie alla declinazione boreale della stella, mentre nell'emisfero nord può essere osservata limitatamente durante i mesi della tarda estate boreale.

## Caratteristiche fisiche
La stella è una gigante rossa di massa 6,8 volte quella del Sole, giunta nell'ultimo stadio della sua evoluzione, nonostante l'età sia stimata sia inferiore ai 50 milioni di anni come le stelle di grande massa ha bruciato velocemente l'idrogeno nel proprio nucleo da trasformare in elio, uscendo presto dalla sequenza principale per entrare nello stadio di gigante.
Possiede una magnitudine assoluta di -2,3 e la sua velocità radiale positiva indica che la stella si sta allontanando dal sistema solare.